# Modeste M'bami
Modeste M'bami, född 9 oktober 1982 i Yaoundé, Kamerun, död 7 januari 2023 i Le Havre, Frankrike, var en kamerunsk fotbollsspelare. Vid fotbollsturneringen under OS 2000 i Sydney deltog han i det kamerunska lag som tog guld.